# Sevilla Linces 2019
Questa voce raccoglie le informazioni riguardanti i Sevilla Linces nelle competizioni ufficiali della stagione 2019.

## XVIII Liga Andaluza de Futbol Americano

### Stagione regolare
| Almería 4 novembre 2018, ore 11:00 | Almería Barbarians | 41 – 8 referto | Sevilla Linces | Estadio de la Juventud "Emilio Campra" |

| Malaga 18 novembre 2018, ore 12:00 | Málaga Corsairs | - – - referto | Sevilla Linces | Campo de fútbol José Gallardo |

| Siviglia 1º dicembre 2018, ore 12:00 | Sevilla Linces | 0 – 28 referto | Mairena Blue Devils | Estadio de la Universidad Pablo Olavide |

| Siviglia 13 gennaio 2019, ore 12:00 | Sevilla Linces | 0 – 48 referto | Almería Barbarians | Estadio de la Universidad Pablo Olavide |

| Siviglia 27 gennaio 2019, ore 12:00 | Sevilla Linces | 0 – 14 referto | Málaga Corsairs | Estadio de la Universidad Pablo Olavide |

| Palomares del Río 10 febbraio 2019, ore 12:00 | Mairena Blue Devils | 53 – 0 referto | Sevilla Linces | Polideportivo |

## Statistiche di squadra
| Competizione      | %Vittorie | In casa | In casa | In casa | In casa | In casa | In casa | In trasferta | In trasferta | In trasferta | In trasferta | In trasferta | In trasferta | Totale | Totale | Totale | Totale | Totale | Totale |
| Competizione      | %Vittorie | G       | V       | N       | P       | Pf      | Ps      | G            | V            | N            | P            | Pf           | Ps           | G      | V      | N      | P      | Pf     | Ps     |
| ----------------- | --------- | ------- | ------- | ------- | ------- | ------- | ------- | ------------ | ------------ | ------------ | ------------ | ------------ | ------------ | ------ | ------ | ------ | ------ | ------ | ------ |
| Stagione regolare | .000      | 3       | 0       | 0       | 3       | 0       | 90      | 2            | 0            | 0            | 2            | 8            | 94           | 5      | 0      | 0      | 5      | 8      | 184    |
| Totale            | .000      | 3       | 0       | 0       | 3       | 0       | 90      | 2            | 0            | 0            | 2            | 8            | 94           | 5      | 0      | 0      | 5      | 8      | 184    |